# Jaú
Jaú är en stad och kommun i Brasilien och ligger i delstaten São Paulo. Kommunen hade år 2014 cirka 142 000 invånare.

## Administrativ indelning
Kommunen var år 2010 indelad i två distrikt:
- Jaú
- Potunduva